# Thiều Chửu
Thiều Chửu (1902–1954), tên thật Nguyễn Hữu Kha, là nhà văn hóa, dịch giả và cư sĩ Việt Nam, tác giả Hán Việt tự điển và nhiều bộ sách về Phật giáo nổi tiếng khác. Năm 1945, ông được Chủ tịch Chính phủ Hồ Chí Minh mời tham gia Chính phủ Việt Nam Dân chủ Cộng hòa với tư cách là Bộ trưởng Bộ Cứu tế xã hội.
Trong cải cách ruộng đất năm 1954, ông bị đấu tố là địa chủ và sau đó tự tử.

## Tuổi thơ
Ông tên thật là Nguyễn Hữu Kha, xuất thân trong một gia đình nhà nho nghèo ở làng Trung Tự, phường Đông Tác cũ, nay thuộc quận Đống Đa, Hà Nội. Thân phụ của ông là Nguyễn Hữu Cầu, quen gọi là cụ cử Đông Tác, từng tham gia phong trào Đông Kinh nghĩa thục nên bị thực dân Pháp đày đi Côn Đảo. Cụ nội của ông là ông nghè Đông Tác Nguyễn Văn Lý.
Ông kể về tuổi thơ của mình: "Nhà nghèo quá, chị em tôi 7-8 tuổi đã phải chăn bò cắt cỏ, gánh nước, thổi cơm nấu cám, 10 tuổi tát nước, 12 tuổi cày bừa. Năm tôi 13 tuổi, bố bị giặc Pháp bắt, được hai tháng thì mẹ sinh con thứ 8. Đẻ được ba ngày mẹ đã phải đi làm đồng" .
16 tuổi, Hữu Kha một mình xuống Đồ Sơn bán thuốc Nam và bánh kẹo kiếm sống. Vì tin người nên mất hết vốn, ông phải làm phu kéo thuyền, đẩy xe, thậm chí hành khất. Hai năm trời cực nhục ấy khiến ông ngày càng tin yêu triết lý cứu khổ cứu người của đạo Phật.

## Trở thành cư sĩ
Cuối năm 1920, cụ Cử Cầu ra tù, ông về giúp cha mở hiệu thuốc Lợi Nhân Đường ở Ngã Tư Sở. Ông học được nghề thuốc Nam và trở thành vị lương y suốt đời chữa bệnh không công. Ông lấy hiệu Tịnh Liễu (Tịnh: trong sạch, Liễu: hiểu biết), bắt đầu tự học đạo Phật và ngoại ngữ. Được bà nội và bác ruột dạy chữ Hán, cùng đức tính kiên trì tự học, dần dà ông đã am hiểu chữ Hán, Nho giáo và Phật giáo, lại thông thạo các tiếng Anh, Pháp, Nhật.
Bén duyên với Phật giáo, ông lấy hiệu là Thiều Chửu, có nghĩa là cái chổi quét bụi, thể hiện rõ tâm nguyện của mình là "cây chổi quét bụi ấy sẽ làm trong sáng giáo hội qua ngòi bút cải cách của mình". Ngoài ra, "hàng ngày phải lau quét bụi trần tham nhiễm, đừng để gương lòng vẩn đục bởi phiền não vô minh che lấp". Ông không trở thành tu sĩ mà chỉ là một cư sĩ, tu tại gia.
Khi bà chị ruột túng bấn, ông thôi việc hiệu thuốc để giúp chị mưu sinh bằng nghề cho thuê đòn tang. Lúc 28 tuổi, ông giúp cậu em họ kiếm sống bằng cách cùng mua một máy in dập chân, thuê nhà số 36 phố Sinh Từ mở hiệu sách Hòa Ký (lấy tên từ phương châm Lục Hoà của Phật).
Đi sâu nghiên cứu Phật giáo, năm 1932-1933 ông cho ra đời bản dịch Khóa hư lục, "bộ kinh cứu khổ cho đời" mà theo ông tác giả là vua Trần Nhân Tông, vị tổ Thiền phái Trúc Lâm Việt Nam (theo Đào Duy Anh thì tác giả là vua Trần Thái Tông).
Thiều Chửu góp công lớn trong sáng lập Hội Phật giáo Bắc Kỳ (1934), nhưng khi Hội mời vào Ban Trị sự thì ông lại do dự vì thấy Ban này có mấy vị quan cai trị. Sau cùng ông nhận lời với ý nghĩ có thể lợi dụng Hội này để thực hành cái chí đánh đổ chế độ thối nát của nhà chùa thời đó.
Sau khi Hội Phật giáo Bắc Kỳ thành lập năm 1934 và ra báo Đuốc tuệ, Thiều Chửu nhận lời làm quản lý và biên tập cho tờ báo. Ông cũng tham gia thành lập Hội truyền bá quốc ngữ vào năm 1938 để nâng cao dân trí.
Năm 1936, ông cùng bà Cả Mọc (Hoàng Thị Uyển) đồng sáng lập Hội Tế Sinh và làm Tổng Thư ký Hội. Ngay năm sau Hội lao vào cứu giúp nạn nhân trận lụt Đinh Sửu.
Ông kể: "Chính vì chung một chí nguyện chịu khổ sở nhọc nhằn để giúp đỡ đồng bào, cả đời không ăn ngon mặc đẹp, không ai có gia đình riêng, nên chúng tôi được nhiều người tin lắm. Rất nghèo mà tiền bao nhiêu cũng có".
Năm 1937, lụt tràn hai tỉnh Bắc Ninh, Bắc Giang. Ngoài việc góp sức cho cơ quan cứu tế, ông cùng bà Cả Mọc còn vận động đi lấy tiền lấy áo; rồi cùng ông Hoàng Đạo Thúy, Trần Duy Hưng hàng ngày đem thuốc, tiền, quần áo đi tới từng nhà nạn nhân giúp cho đến khi họ sống được. Những yếu nhân của Hội đã đi cứu tế ba tháng liên tục cho đến lúc lúa chín.
Năm 1941, khi trường Phật học Phổ Quang được mở, ông đảm nhận việc dạy chữ Hán, giảng kinh và chủ trì các khóa lễ mà nhiều học viên sau này trở thành các bậc tu hành có uy tín như Hòa thượng Thích Tâm Tịch, đệ nhị Pháp chủ Giáo hội Phật giáo Việt Nam.
Năm 1945, ngay sau khi Cách mạng tháng Tám thành công, Chủ tịch Hồ Chí Minh đã mời ông ra làm Bộ trưởng Bộ Cứu tế Xã hội trong chính phủ Lâm thời, nhưng ông từ chối để tiếp tục việc giảng dạy cho các lớp Phật giáo, cùng Cô nhi, để theo con đường tu trì lợi tha mà mình đã chọn.
Năm 1946 ông cùng một lớp học tăng ni và một số trẻ mồ côi hội Tế Sinh đi theo kháng chiến chống Pháp, tham gia lao động sản xuất, giáo dục, viết và dịch sách.

### Tự trầm
Trong Cải cách ruộng đất, ông bị đội cải cách ruộng đất ở xã Đồng Liên, huyện Phú Bình, tỉnh Thái Nguyên quy là địa chủ và xỉa xói mắng nhiếc nhiều giờ, vu cho đủ các tội ác, dùng những lời nói khinh bỉ hà khắc. Bị vu cáo, cộng với sự thương cảm cho nhiều nông dân bị hàm oan trong Cải cách ruộng đất mà cảm thấy mình bất lực, ông đã tự trầm vào ngày 16 tháng 6 năm Giáp Ngọ (ngày 15 tháng 7 năm 1954) tại sông Cầu chỗ đập Thác Huống, thuộc xóm Đồng Tâm, xã Vạn Thắng, huyện Phú Bình, tỉnh Thái Nguyên. Trước khi mất, Thiều Chửu thức trắng đêm viết thư tuyệt mệnh gửi Chủ tịch Hồ Chí Minh, thư dặn dò các học trò mình phấn đấu theo kháng chiến chống Pháp đến cùng, và viết lời kết bản Tự bạch (cũng gửi Hồ chủ tịch) như sau:
| “ | Cái án "mạc tu hữu" (tức vu cáo, ông viết chữ Nho) mà ông Nhạc Phi phải chịu đời phong kiến còn có lẽ; ai ngờ đời nay chính bản thân tôi lại bị, thì tôi còn biết van vỉ làm sao được nữa. | ” |

Ni sư Thích Đàm Ánh, một học trò của Thiều Chửu kể lại, Thiều Chửu dặn đừng vớt xác ông, nhưng các hậu duệ và học trò không ai nỡ làm thế. Sau hòa bình lập lại, họ trân trọng rước hài cốt ông về Hà Nội mai táng. Hiện nay mộ ông đặt tại nghĩa trang Thanh Tước, số mộ 170-C3.
Ngày 21 tháng 6 năm 2002 các cháu của ông cùng tạp chí Xưa & Nay (Hội Khoa học Lịch sử) và tạp chí Tia Sáng (Bộ Khoa học Công nghệ Môi trường) tổ chức hội thảo 100 năm ngày sinh Nhà Văn hoá Thiều Chửu Nguyễn Hữu Kha tại nhà Thái Học Văn Miếu - Quốc Tử Giám.

## Trước tác đồ sộ
Thiều Chửu để lại 93 tác phẩm viết và dịch. Ngoài bộ Hán Việt tự điển có giá trị vượt thời gian, ông còn dịch 14 bộ kinh căn bản của đạo Phật như Kinh Di Đà, Thủy Sám, Địa Tạng, Kim Cương Bát Nhã, Viên Giác, Pháp Hoa, Dược Sư, Phả Môn, Di Giáo, Tứ Thập Nhị Chương, Kinh Lễ Sáu Phương, Lục Tổ Đàn Kinh, Khóa Hư. Các sách dịch khác của ông có thể kể: Vì sao tôi tin Phật giáo, Phật học cương yếu, Tây du ký...
Nguyễn Lang trong Việt Nam Phật giáo sử luận (Nhà xuất bản Lá Bối, 1985) đã đánh giá "các bản dịch của ông rất đặc sắc, đọc rất êm tai, nghĩa lý khá rõ ràng", nhất là văn trong Khóa Hư "là văn biền ngẫu rất khó dịch".
Ông cũng viết các sách về Phật học như Sự tích Phật tổ diễn ca, Nhòm qua cửa Phật, Cải tà quy chính, Khóa tụng hàng ngày, Con đường Phật học thế kỷ 20.
Năm 1943, ông soạn cuốn Giải thích truyện Quan Âm Thị Kính, chủ yếu dùng triết lý Phật học để giải thích. Ông coi tập thơ Nôm khuyết danh đó là kinh Phật chứ không chỉ là một tác phẩm văn chương.
Tác phẩm cuối cùng của ông là Con đường học Phật ở thế kỷ 20 xuất bản năm 1952 thể hiện quan điểm của ông về đạo Phật.

## Nhận xét
Nhà văn Nguyên Ngọc viết về Thiều Chửu: "Ngày nay nhìn lại, thật đáng kinh ngạc về tư tưởng sâu sắc và mạnh mẽ của ông về nhân dân. Đó là một tư tưởng xã hội có tầm cao rất đáng để chúng ta chiêm nghiệm... Tính thời sự vẫn còn nguyên".
Học giả Vũ Tuân Sán nhìn nhận Thiều Chửu "là một hiện tượng khá đặc biệt trong giới trí thức ở thế kỷ XX, một người sống cuộc đời thanh cao, hoàn toàn vì lý tưởng". 
Minh Chi trong bài "Tưởng niệm cụ Thiều Chửu Nguyễn Hữu Kha" (Tạp chí Xưa và nay số 116, tháng 5-2002) có nhận xét về Thiều Chửu khi ở chùa Quán Sứ trong những năm 1942-46: "cụ Thiều Chửu bao giờ cũng lầm lì, ít nói, mặc quần áo nâu và đi guốc mộc như một bác dân quê", "không dễ hòa mình vào sinh hoạt chung ở chùa Quán Sứ, sinh hoạt của tăng sĩ cũng như cư sĩ". Cụ không những ăn chay trường với mâm cơm không có gì mà còn ngày chỉ ăn một bữa trước giờ ngọ như các sư Nam tông.